# Szklany tron
Szklany tron (ang. Throne of Glass) – seria powieści oraz nowelek fantasy, uznawanych za literaturę young adult napisane przez amerykańską autorkę, Sarah J. Maas. Serię rozpoczyna książka pod tym samym tytułem. Historia opowiada o Celaenie Sardothien, nastoletniej zabójczyni, która żyje w królestwie władanym przez tyrana. Ostatnia, siódma część serii ukazała się w 2018. Pierwszy tom miał swoją premierę w 2012. Polskie wydanie ukazało się w 2013 nakładem wydawnictwa Uroboros. Tłumaczył je Marcin Mortka. W 2016 w Polsce ukazała się kolorowanka na podstawie serii.
Seria pojawiła się na liście bestsellerów New York Timesa. Ma pojawić się jej telewizyjna adaptacja tworzona przez Marka Gordona, która swoją premierę będzie miała na Hulu.

## Fabuła
18-letnia Celaena Sardothien jest zabójczynią z królestwa Adarlan. Po roku spędzonym w więzieniu dostaje propozycje od księcia: ma konkurować z innymi złodziejami i zabójcami, aby móc służyć królowi. Jeśli jej się uda uzyska wolność. W ten sposób zaczyna tworzyć relacje z kapitanem straży, Chaolem oraz z księciem i następcą tronu, Dorianem. Z czasem dziewczyna zostaje wciągnięta w spisek oraz serię bitew, które pozwalają jej odkryć tajemnice królestwa oraz poznać samą siebie.

## Książki w serii
| Numer w serii | Polski tytuł       | Oryginalny tytuł    | Oryginalny nr ISBN     | Polski nr ISBN         | Data oryginalnego wydania | Długość      | Komentarz       |
| ------------- | ------------------ | ------------------- | ---------------------- | ---------------------- | ------------------------- | ------------ | --------------- |
| 0             | Zabójczyni         | The Assasin's Blade | ISBN 978-1-61963-517-3 | ISBN 978-83-280-2004-7 | 13 marca 2014             | 118,431 słów | zbiór opowiadań |
| 1             | Szklany tron       | Throne of Glass     | ISBN 978-1-61963-034-5 | ISBN 978-83-7747-884-4 | 2 sierpnia 2012           | 113,655 słów |                 |
| 2             | Korona w mroku     | Crown of Midnight   | ISBN 978-1-61963-064-2 | ISBN 978-83-7747-990-2 | 27 sierpnia 2013          | 114,494 słów |                 |
| 3             | Dziedzictwo ognia  | Heir of Fire        | ISBN 978-1-61963-067-3 | ISBN 978-83-280-2134-1 | 2 września 2014           | 163,266 słów |                 |
| 4             | Królowa cieni      | Queen of Shadows    | ISBN 978-1-61963-606-4 | ISBN 978-83-280-2192-1 | 1 września 2015           | 183,840 słów |                 |
| 5             | Imperium burz      | Empire of Storms    | ISBN 978-1-61963-607-1 | ISBN 978-83-280-3730-4 | 6 września 2016           | 195,332 słów |                 |
| 6             | Wieża świtu        | Tower of Dawn       | ISBN 978-1-68119-577-3 | ISBN 978-83-280-5346-5 | 5 września 2017           | 191,282 słów |                 |
| 7             | Królestwo popiołów | Kingdom of Ash      | ISBN 978-1-61963-610-1 | ISBN 978-83-280-6121-7 | 23 października 2018      | 992 stron    |                 |